# Achaetomium thermophilum
Achaetomium thermophilum är en svampart som beskrevs av M. Basu 1982. Achaetomium thermophilum ingår i släktet Achaetomium och familjen Chaetomiaceae.   Inga underarter finns listade i Catalogue of Life.